# 九龍香格里拉酒店

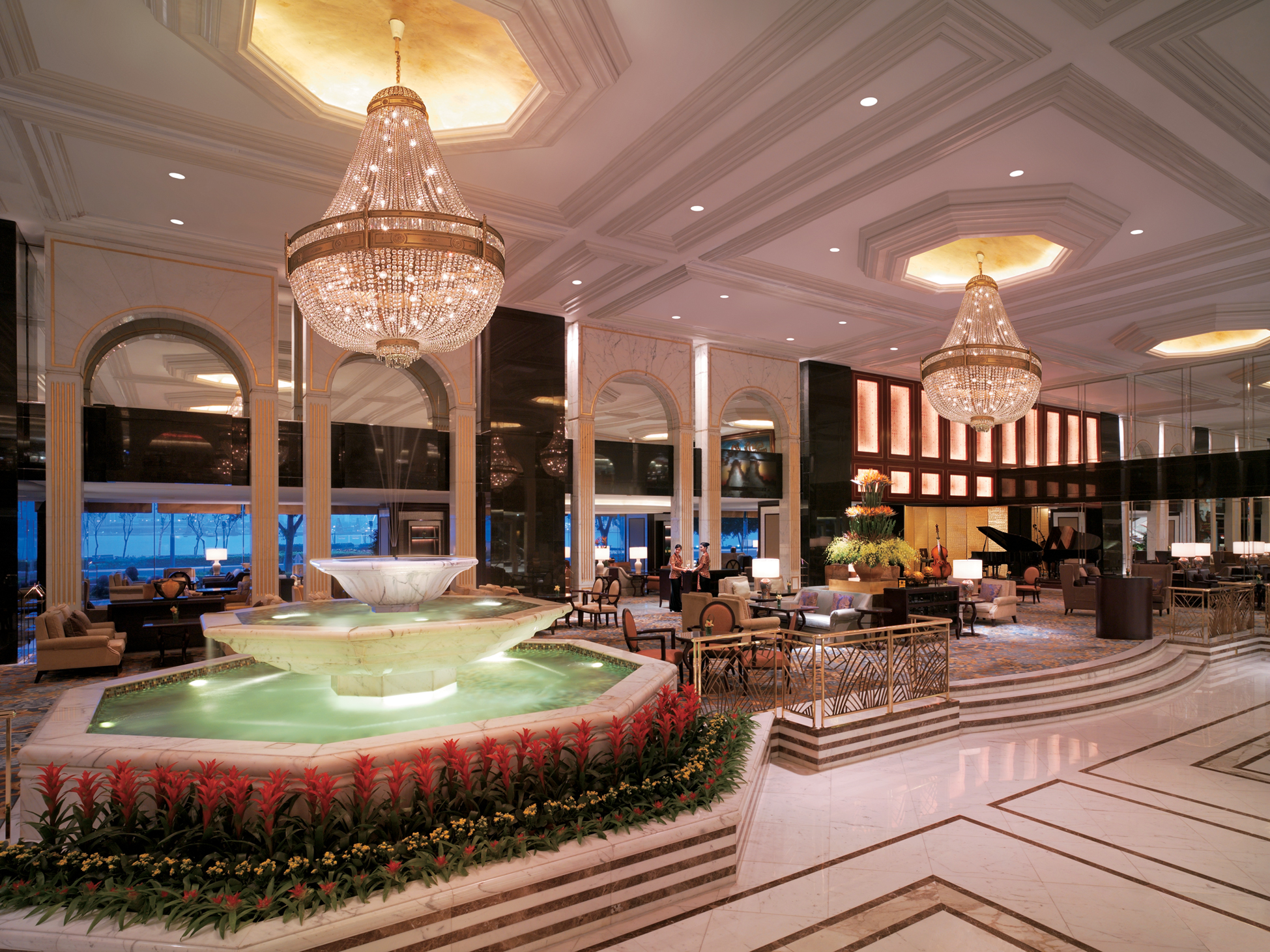
酒店大堂

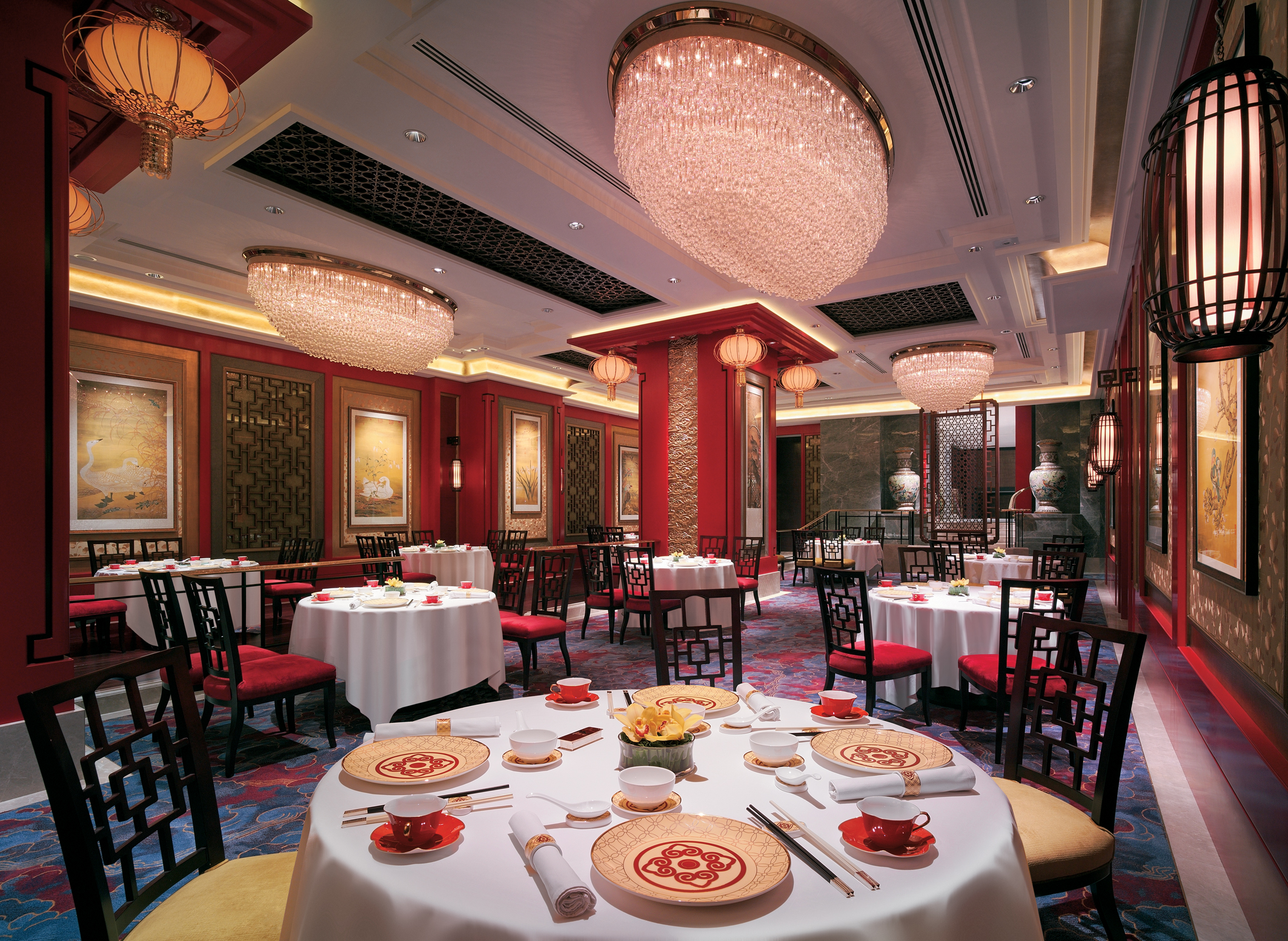
香宮

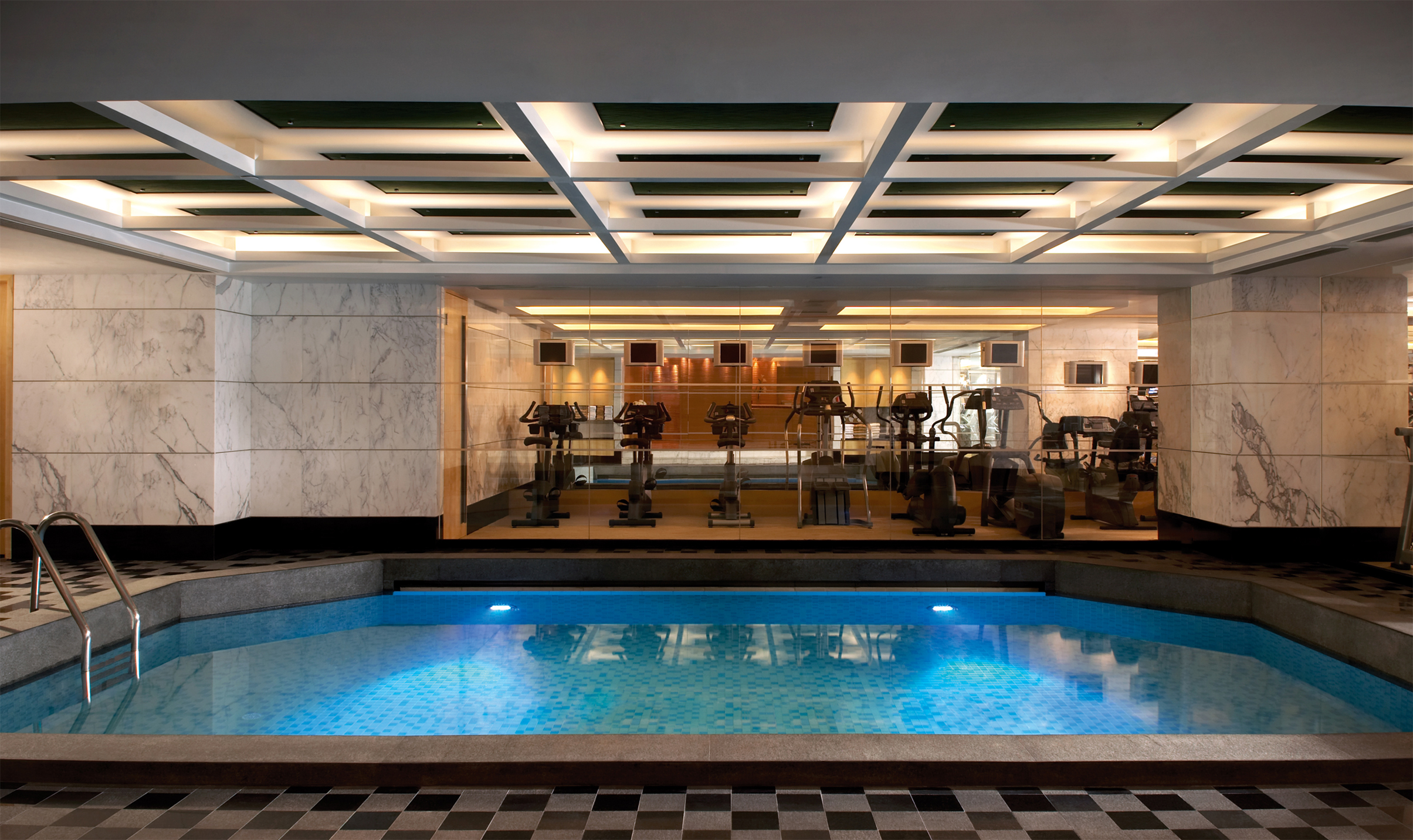
健身中心

九龍香格里拉（英語：Kowloon Shangri-La, Hong Kong），曾用中文名九龍香格里拉大酒店，位於香港九龍尖沙咀東麼地道64號，是香格里拉酒店集團屬下的一間五星級酒店，於1981年6月17日開幕，中餐廳名叫香宮，由銅鑼灣新同樂總店大㕑容坤師傅主理。當時由Westin酒店管理。酒店共有15層（客房設於7至21樓，當中不設13樓，但7樓是位於閣樓之上的一層，故實際上只有15層，而非21層），並曾於2002年進行裝修，有725間房間。九龍香格里拉在開幕初期曾被選為世界最佳商務酒店，其姊妹酒店是位於金鐘太古廣場的港島香格里拉。。:367

## 京奧大家庭酒店
九龍香格里拉在2007年9月30日被北京奧組委委任為北京奧運會及殘奧會大家庭酒店，將為在香港舉辦的奧運會馬術比賽提供酒店服務。香港奧運馬術公司、北京奧組委運動服務部和九龍香格里拉於同日在協議上簽字。

## 東亞運貴賓酒店
九龍香格里拉是2009年東亞運動會的貴賓酒店，招待東亞運重要嘉賓。

## 設施
- 宴會廳
- 會議室
- 診所
- 洗衣店
- 美容院
- 禮品畫廊
- 保險箱
- 高級轎車及汽車租借
- 體育館
  - 室內游泳池
  - 健身房
    - 桑拿
    - 蒸汽浴
    - 日光浴室
- 健康俱樂部
- DISCO舞廳

## 餐廳
- Cafe Kool (自助餐廳)
- 香宮
- Angelini
- Déli Kool
- NADAMAN灘萬日本料理
- 九龍香格里拉大堂酒廊
- Tapas bar

## 重要事件
香港黑幫新義安「十傑」之一李泰龍2009年8月4日凌晨4點左右，李泰龍在尖東五星級酒店九龍香格里拉正門外遭隸屬仇家手下的不明武裝分子伏擊。殺手先瘋狂飈車猛撞向李泰龍導致其雙腿崩斷再下車劈殺，短短30秒內泰龍身中奪命8刀，送醫急救2小時後終告不治。李泰龍之死震驚全港，亦在江湖上引發大洗牌式的腥風血雨

## 獎項
- 世界500佳酒店2008年及2009年（Travel + Leisure）
- 中国百佳酒店（Travel + Leisure）
- 亚洲、澳大利亚及太平洋国家最佳酒店金榜（Condé Nast旅行者）
- Top 100 Hotels in the World, Conde Nast Traveler Annual Readers’（Choice Awards）
- Top 100 Asia Hotels, Conde Nast Traveler Annual Readers’（Choice Awards）
- 亚洲50佳酒店（Travel + Leisure）“世界最佳奖”
- 二星級餐廳，香宮（米芝蓮指南）
- 四星級酒店（《福布斯旅遊指南》）

## 外部連結
- 九龍香格里拉
- 香格里拉成奧運大家庭酒店